# Manduca trimacula
Manduca trimacula är en fjärilsart som beskrevs av Rothschild och Jordan 1903. Manduca trimacula ingår i släktet Manduca och familjen svärmare. Inga underarter finns listade i Catalogue of Life.